# Centre hospitalier régional universitaire de Tours
Pour les articles homonymes, voir Tonnellé.
Le CHRU de Tours est un centre hospitalier régional universitaire français. Né au XVIIe siècle sous le nom d'hôpital général de la Charité, le CHRU de Tours emploie plus de 9 000 personnes dont 1 500 médecins, faisant de lui le premier employeur de la région Centre-Val de Loire. Le CHRU de Tours dispose de plus de 2 000 lits, reçoit près de 575 000 consultations externes et pratique 40 000 interventions chirurgicales chaque année.

## Établissements
Les Hôpitaux de Tours comptent six établissements répartis sur le territoire et dans les communes voisines.
Liste des établissements :
- Hôpital Bretonneau (Tours-Ouest)
- Hôpital Trousseau (Chambray-lès-Tours et Saint-Avertin)
- Hôpital Gatien-de-Clocheville — hôpital pédiatrique (Tours-Centre)
- EHPAD de l'Ermitage (Tours-Nord)
- Centre Psychothérapique (Saint-Avertin)
- Clinique Psychiatrique Universitaire (Saint-Cyr-sur-Loire)

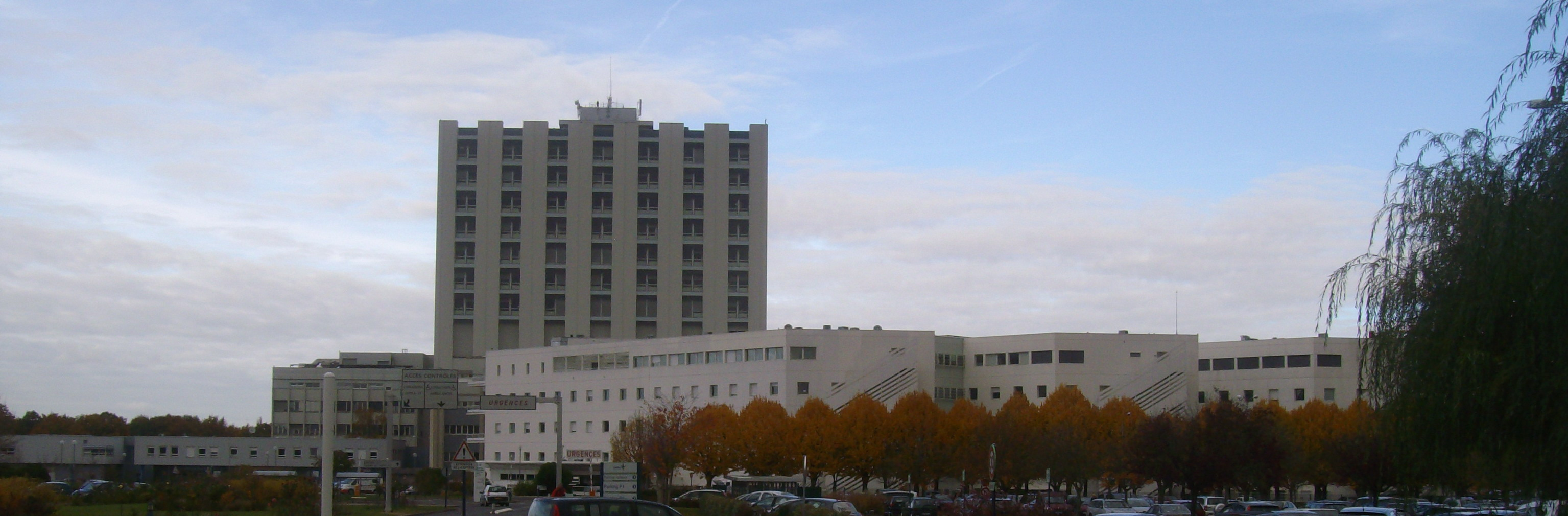
Une partie du site de l'hôpital Trousseau.

## Campus Tonnellé
Le site Tonnellé est situé à l'ouest de la ville face au Jardin botanique de Tours.

Une partie de l'Hôpital Bretonneau (site Tonnellé), vision panoramique.

### Formation et recherche: la faculté de médecine
Le pôle formation du CHRU de Tours comprend la faculté de Médecine située sur le site Bretonneau du CHU (4 100 étudiants).
L'université de Tours dispose aussi de laboratoires de recherche, c'est là qu'en 1976 le professeur virologue Philippe Maupas découvre le vaccin contre l'hépatite B.

### Infrastructures universitaires
- 4 bâtiments principaux
- 1 extension de 5 000 m2 (ouverture en 2014)
- 1 bibliothèque universitaire
- 11 052 m2 de laboratoires de recherche
- Restaurant et cafétéria universitaires